# 한반도 비무장 지대 분쟁
한반도 비무장 지대 분쟁은 6.25 전쟁 휴전 이후 1966년부터 1969년까지 DMZ에서 벌어진 대한민국 국군 및 미군 그리고 북한군과의 군사적 충돌을 의미한다.

## 상세
한국전쟁이 정전협정 체결 이후 휴전 상태에 진입하면서 전쟁은 일시적으로 정지되었다. 그러나 1960년대부터 군사적 긴장과 충돌이 비무장지대에서 발생하게 된다. 비무장 지대 내 분쟁은 대한민국 국군과 북한군 사이에서 발생하기도 하였고, 때로는 북한군과 미군의 직접적인 충돌도 여러 존재하였다. 비무장지대 내 명확하지 않은 군사분계선 표식으로 인해 우발적인 충돌의 가능성도 높았다.
1960년대 북한은 비무장지대와 더불어 한반도 이남의 후방 지역에서도 게릴라 작전을 수행하였는데, 비무장 지대 분쟁은 주로 소규모 국지전 형식으로 이뤄졌다. 대한민국 국군과 미군 측 사상자는 1천2백명 정도가 나왔고, 대략 1000건의 교전이 발생하였다. DMZ 군사충돌은 1960년대 및 1970년대 초반에 집중되었으며, 이후 급격히 줄어들게 된다.

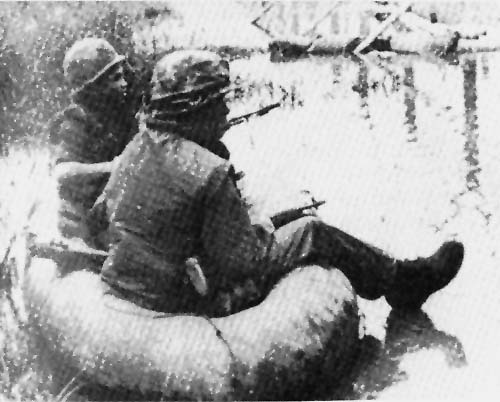
비무장지대 내 한국군과 미군

이러한 북한의 지속적인 도발에 대해서 한국은 한국과 미국은 이를 대응하기 위해서 임진스카우트를 창설하여 비무장 지대 내 북한 특수군에 대한 정찰 및 격퇴 작전을 실시하였다. 미군은 비무장 지대에 고엽제를 대량으로 살포하였으며, 1960년대의 비무장지대 내 군사적 충돌은 역설적으로 비무장지대의 무장화를 초래하였다.

## 연혁
1960년대 중후반부에 접어들어 북한은 특수작전군을 활동하여 무장 도발을 감행하였다.
1964년 조선중앙통신사 부사장 이수근이 망명하는 과정에서 북한군이 총격을 가하는 일이 있었다.

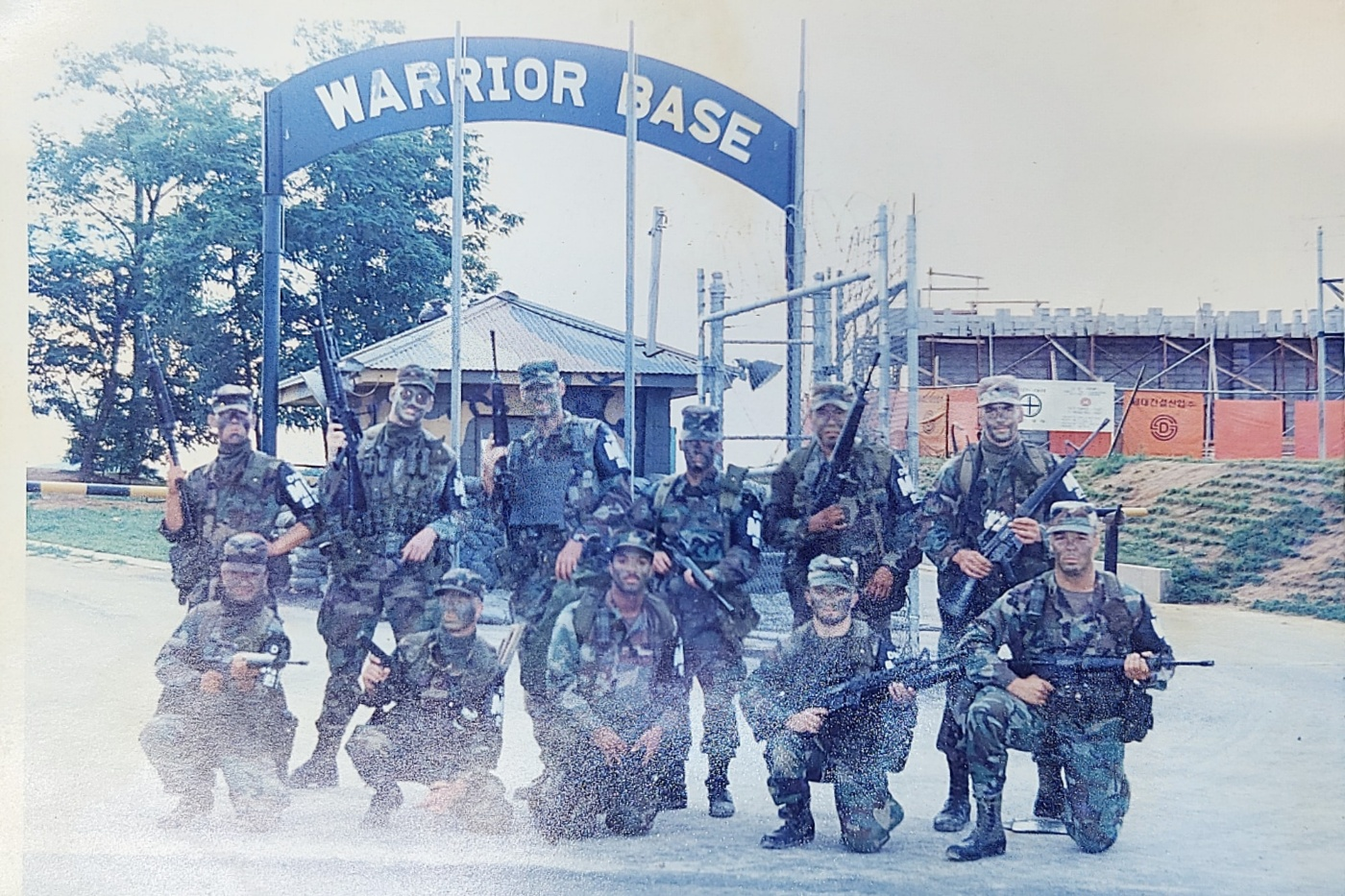
임진 스카우트 일원들

1968년 유엔군사령부 소속 트럭에 대하여 북한군이 기습공격하여 미군 2명이 전사하고 한국군 2명이 전사하였다.

## 같이 보기
- 임진스카우트
- 비무장 지대
- 카투사